# Максудов, Фарамаз Газанфар оглы
Фарамаз Газанфар оглы Максудов (азерб. Fəraməz Qəzənfər oğlu Maqsudov; 20 марта 1930 — 30 июля 2000) — азербайджанский математик, доктор физико-математических наук, профессор, академик НАН Азербайджана, Президент НАН Азербайджана (1997—2000).

## Общие сведения
Максудов Фарамаз Газанфар оглы родился 20 марта 1930 года в городе Нахичевань.
В 1954 году с отличием окончил механико-математический факультет Азербайджанский государственный университет.
В 1964—1974 годах был зам. директора института математики и механики, а в 1974 году директором.
В 1974 году получил ученую степень доктора физико-математических наук, в 1976 году звание профессора.
В 1976 году был избран членом-корреспондентом АН АзССР, в 1980 году действительным членом АН АзССР.
В 1980—1997 годах работал академиком-секретарем отделения физико-математических и технических наук АН Азербайджана.
В 1997 году был избран Президентом НАН Азербайджана, был на этом посту до своей кончины в 2000 году.

## Основная научная деятельность
Заслуженный научный деятель, лауреат премии имени Г. З. Тагиева. Ф. Г. Максудов — выдающийся ученый в области прикладной математики и механики, функционального анализа, дифференциальных уравнений. Вёл исследования также в области истории математики, терминологии математики и т. д. Разработал спектральную теорию абстрактных несамосопряжённых операторных пучков с непрерывными спектрами, получил многослойную формулу распределения по обобщённым особым и сопряжённым элементам, дал решение прямой и обратной спектральной задачи для ряда физических уравнений, обосновал применение метода Фурье к решению смешанных задач для дифференциальных уравнений с частными производными, имеющих произвольные спектры главных частей.
Ф. Максудов получил 5 авторских свидетельств и два патента.
Удостоен бронзовой (1975) и серебряной (1978) медалей ВДНХ. Ф. Г. Максудов — автор 11 монографий и около 200 научных статей. Награждён орденом «Дружбы народов» (1986).
- Мемориальная доска на стене дома в Баку, в котором жил Фарамаз Максудов
- Надгробный памятник Фарамаза Максудова на Аллее почётного захоронения в Баку

## Награды
- Орден «Независимость» (19 марта 2000) — за большие заслуги в развитии азербайджанской науки[5].
- Орден Дружбы народов (1986).